# Lethbridge
Lethbridge es una ciudad en la provincia de Alberta, Canadá. Se convirtió en la cuarta ciudad de la provincia en pasar los 100.000 habitantes. Está ubicada cerca de las Montañas Rocosas, a orillas del río Oldman, y a 210 km al sureste de Calgary.
Es una ciudad que se caracteriza por tener uno de los mejores climas de Canadá. La mayor parte del tiempo es soleado y caluroso. Es una comunidad que cuenta con grandes facilidades entre las que destacan sus parques recreativos y áreas verdes.
Lethbridge es el principal centro comercial, industrial y financiero del sur de Alberta. Las bases de la economía de la ciudad están en el desarrollo de las minas de carbón las cuales fueron explotadas mayormente durante el siglo XIX y la agricultura en el siglo XX. Más de la mitad de la población que trabaja se encuentra empleada en las áreas de salud, educación, negocios propios, y gobierno. Allí se encuentra la Universidad de Lethbridge, única en el Sur de Alberta,  al igual que tres instituciones para carreras técnicas (Colleges). La ciudad cuenta también con diferentes teatros, museos y centros deportivos.

## Transporte
El transporte público cuenta con cuarenta autobuses que operan en más de doce rutas. En principios, las rutas comenzaban y finalizaban en la ciudad pero a principios del siglo XXI,  Lethbridge Transit agrego rutas de enlace y cruce en la ciudad, como la unión entre la Universidad a la Institución Politécnica de LethBrige y a la terminal North Lethbridge y la de la Politécnica a esta última. Además, varias rutas convergen cerca del Hospital Regional Chinook.
El Departamento de Parques y Recreación mantiene el sistema de senderos Coal Banks, para peatones y ciclistas de toda la ciudad, que cuenta con un total de 30 kilómetros. El mismo fue creado para conectar el Valle del Río Oldman con otras áreas de la ciudad, como Pavan Park en el norte, Henderson Lake en el este, las carreteras 4 y 5 en el sur y un circuito en el oeste (incluída University Drive y McMaster Blvd).
- Datos: Q270887
- Multimedia: Lethbridge, Alberta / Q270887